# Fäbodarnas naturreservat
Fäbodarnas naturreservat är ett naturreservat i Vindelns kommun i Västerbottens län.
Området är naturskyddat sedan 2024 och är 19 hektar stort. Reservatet ligger väster om Vindeln och besår av barrblandskog.